# 389
سنة 389 م (بالأرقام الرومانية: CCCLXXXIX) كانت سنة بسيطة تبدأ يوم الإثنين (الرابط يظهر نموذج الجدول الزمني الكامل للسنة) من التقويم اليولياني. في ذلك الوقت كانت هذه السنة تعرف على أنها سنة تولي القنصلية من قبل تيماسيوس وبروموتوس (وتعرف على نطاق أضيق بسنة 1142 من تاريخ تأسيس روما). بدأت تسمية السنة ب389 منذ العصور الوسطى المبكرة، عندما أصبح تقويم أنو دوميني هو الأسلوب السائد في أوروبا لتسمية السنوات.

## مواليد
- القديس باتريك